# Хуана I (королева Кастилії)
Хуа́на I Кастильська (ісп. Juana I; 6 листопада 1479 — 12 квітня 1555) — королева Кастилії (1504—1555) і Арагону (1516—1555). Остання представниця Трастамарського дому на іспанському троні. Народилася в Толедо, Кастилія в союзі арагонського короля Фернандо II і кастильської королеви Ізабели I. Одружилася з бургундським герцогом Філіпом з дому Габсбургів,  психічно захворіла і заслана батьком у монастир на 44 роки без офіційного позбавлення влади, протягом яких її королівствами правили її батько Фернандо II і старший син Карл V. Історія невзаємного кохання, страждань від зрад чоловіка та міжусобиць зробили її героїнею мистецтва епохи романтизму.

## Імена
- Хуа́на I (ісп. Juana I) — в кастильських джерелах.
- Жуа́на I (порт. Joana I) — в португальських джерелах.
- Іва́нна, або Йога́нна  (порт. Ioanna I) — в латинських джерелах.
- Хуа́на Божевільна (ісп. Juana la Loca) — за прізвиськом.
- Хуа́на Касти́льська (ісп. Juana de Castilla) — за назвою країни.
- Ху́ана Трастама́рська (ісп. Juana de Trastámara) — за назвою династії.

## Біографія
На базі легенд та чуток королеві Хуані прижиттєво та посмертно приписували різні діагнози: некрофілію, шизофренію, агорафобію. Вклалася погана спадковість роду Габсбургів з його кровозмісними шлюбами (так, бабуся Хуани Ізабелла Португальська хворіла на шизофренію). Хуана Кастильська стала однією з перших в династії, ураженій психічними розладами, та яскравим прикладом того, як несприятливе оточення призводить до розвитку недуги. Питання, наскільки Хуана Кастильська мала психічний розлад, а наскільки чутки спровоковані зусиллями трьох чоловіків, які правили від її імені (чоловіка, батька і сина), дотепер не вирішене.

### Ранні роки

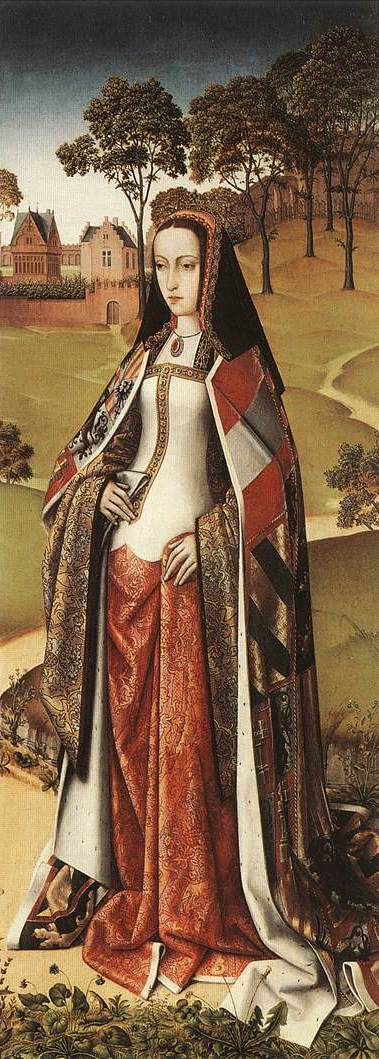
Хуана I

Хуана була дочкою Католицьких монархів — Фердинанда II Арагонського і Ізабели I Кастильскої, чий шлюб став початком фактичного об'єднання роздробленої Іспанії.
Незважаючи на те, що Фердинанд і Ізабелла мали 5 дітей, що вижили, ситуація зі спадщиною об'єднаної корони Кастилії і Арагона залишалася критичною: тільки Хуан Астурійський був сином, Хуана і три її сестри були інфантами. Одну сестру — Катерину Арагонську, в політичних цілях змусили до шлюбу з королем Англії Генріхом VIII. Двох інших (Ізабеллу Астурійську і Марію Арагонську) по черзі видавали за португальського короля Мануела I Щасливого.
У юності принцеса вирізнялася замкненим меланхолійним характером та схильністю до усамітнення.  

### Шлюб
У 1496 році Хуану видали за ерцгерцога Філіпа Австрійського (Вродливого), сина імператора Максиміліана I. Двір у Нідерландах відрізнявся веселістю та куртуазністю, надзвичайно контрастною до похмурої релігійності Іспанії, в якій зросла Хуана. Хуана сильно закохалася у чоловіка, а він, спочатку оточивши дружину теплом та турботою, незабаром повернувся до численних коханок. Потерпаючи через зради та самотність у ворожій атмосфері бургундського двору, позбавлена компанії співвітчизниць (придворні ставилися до неї вороже), Хуана все наполегливіше намагалася встановити контакт із чоловіком, але він почав її відверто уникати. Ставалися спалахи ревнощів та відчаю, Хуана всю ніч могла кричати і стукати в стіну. 

### Спадкування престолу
За рік шлюбу Хуани (1497) її брат Хуан несподівано помер. Виникла загроза монархічної унії Кастилії і Арагону. Спадкоємицею обрали сестру Ізабеллу Астурійську, наступну за старшинством, але у 1498 році вона померла в пологах. Її син Мігель короткий час був спадкоємцем трьох корон — батьківської португальської та обох іспанських, але помер дитиною в 1500 році. 

Наступною за старшинством була Хуана. Оскільки до 1500 року Хуана народила вже двох дітей (один з яких син), це гарантувало певну стабільність у спадкуванні корони. Але коли в 1502 році Хуана з чоловіком приїхала до Іспанії з його нідерландських володінь, її мати-королева переконалася, що чутки про психічний стан доньки були правдою. Ще в 1498 Ізабелла направила в Нідерланди особливого емісара дослідити ситуацію, але Хуана відмовилася відповідати на його питання. Посланець доповів про меланхолію, нещасний стан інфанти та відсутність будь-якого впливу на політику.

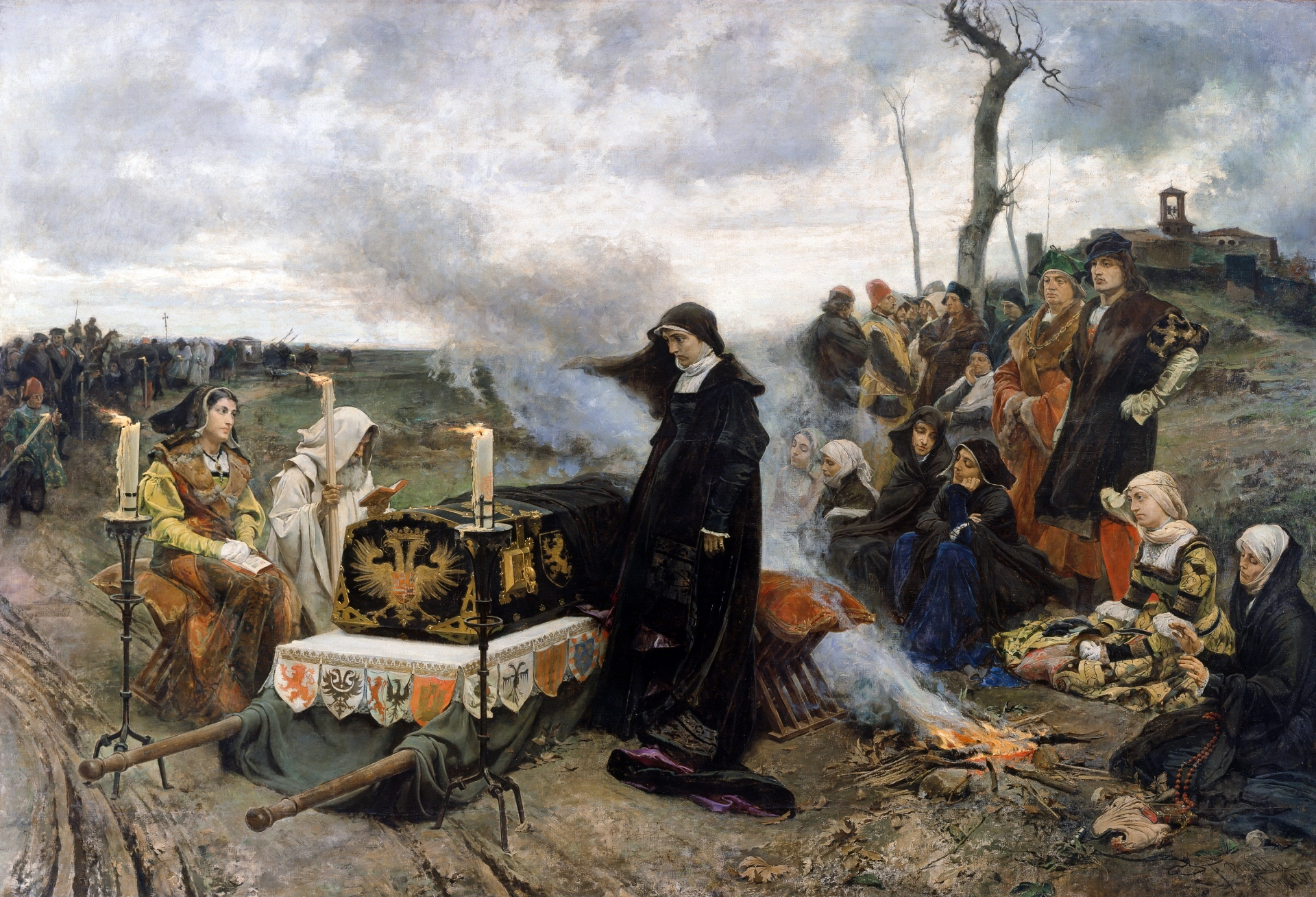
«Донья Хуана Божевільна», Франсіско Праділья, 1877, Музей Прадо, Мадрид

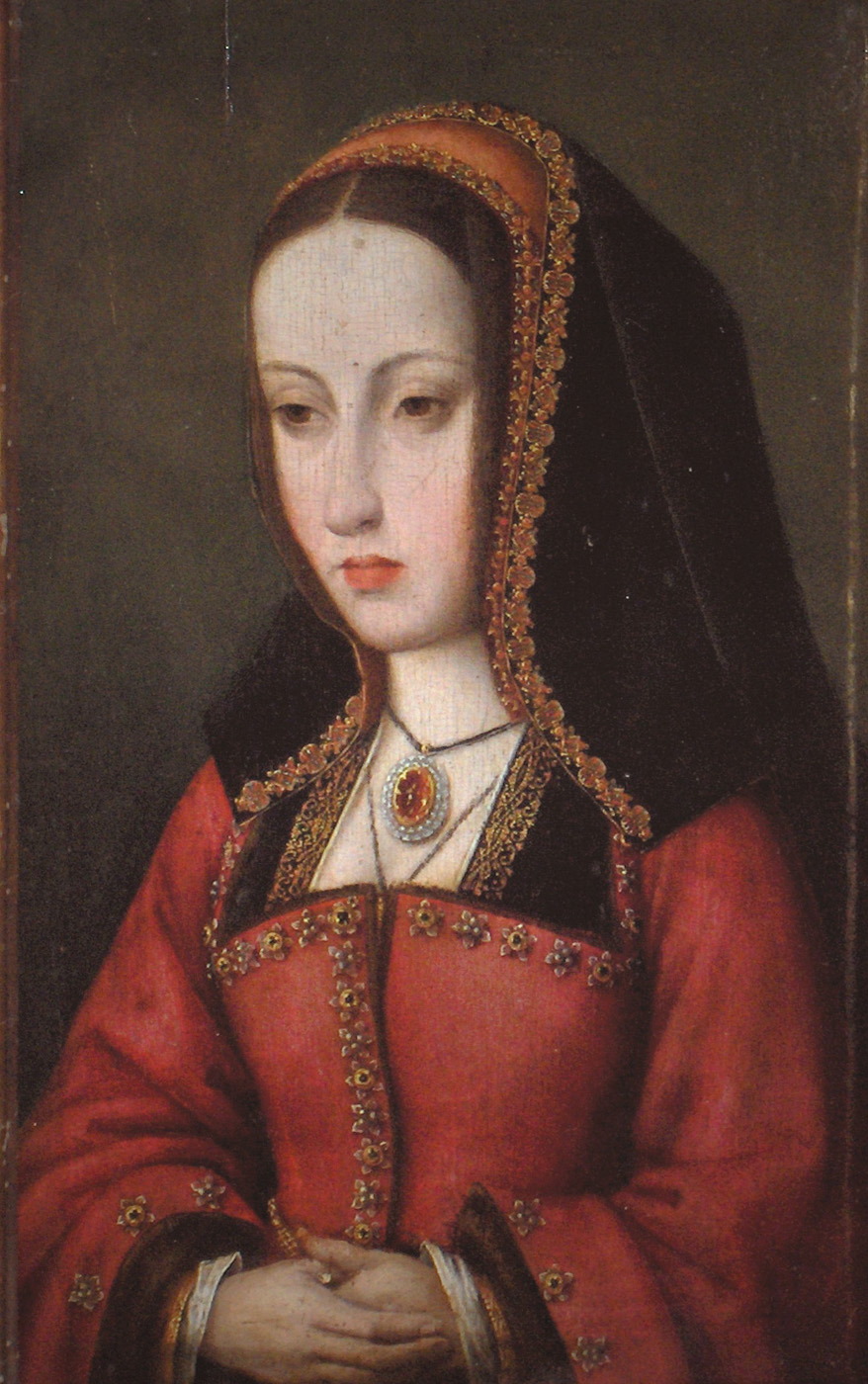
Інфанта Хуана, Майстер житія св. Йосипа, Вальядолід

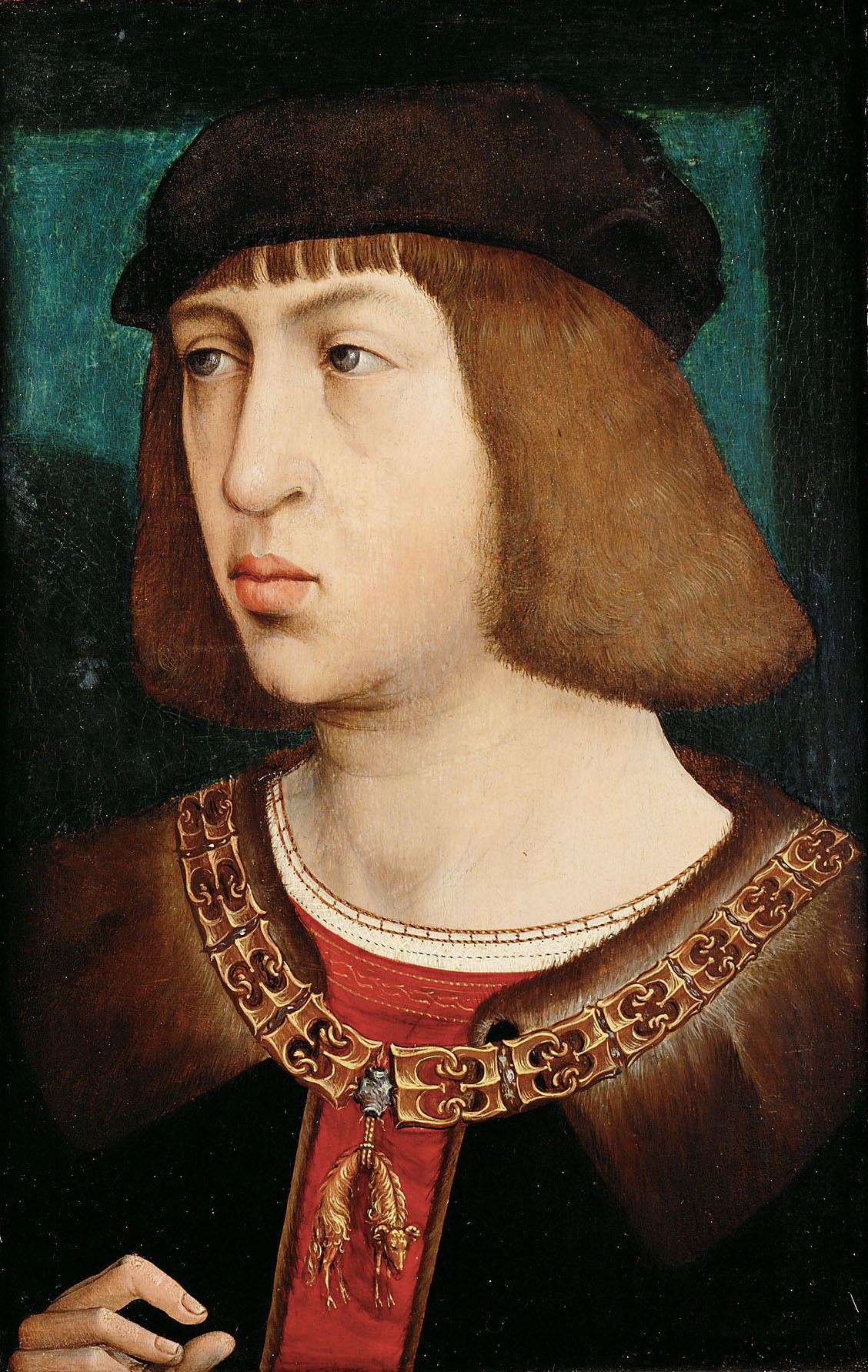
Філіп I Вродливий, чоловік Хуани Кастильської

У 1502 році королева Кастилії Ізабелла склала спеціальний заповіт, де призначала Хуану своєю єдиною спадкоємицею в Кастилії (зять Філіп не згаданий в доументі), але зауважила, що державою від імені дочки, якщо та виявиться недієздатною, керуватиме і правитиме її батько Фердинанд II.
У 1501 році Хуана з чоловіком запрошені до Іспанії на честь спадкування нею престолу після смерті брата і сестри. Філіп занудьгував при іспанському дворі, де жінок переважно приховували. Після сварки у грудні 1502 року він практично втік назад до бургундського двору, залишивши вчергове вагітну дружину в Іспанії. Дізнавшись про втечу, Хуана збиралася вирушити слідом, навіть територією Франції, де йшла війна. Через важкість стану мати помістила її під охорону в замок Ла Мота, де Хуана народила сина Фердинанда. Після пологів принцесу не відпускали з замку, обґрунтовуючи спочаку станом здоров'я, потім — через порушене війною сполучення, згодом батьки вмовляли її залишитися і вчитися правити. Змігши виїхати лише після конфлікту з матір'ю, повернулася в Нідерланди у квітні 1504 року. Філіп таки завів фаворитку, і Хуана обрізала тій волосся. Чоловік вдарив її в обличчя і замкнув на кілька днів у кімнаті. Хуана оголосила голодування.

### Позбавлення влади
Після смерті матері Ізабелли Кастильської в 1505 році кортеси, відповідно до заповіту, визнали Хуану королевою Кастилії, і навколо неї розгорнулась боротьба за престол. За наказом Фердинанда були зачитані донесення з Нідерландів, які показували,  що Хуана дійсно розумово нестабільна, тому за неї повинен правити регент.
Але її чоловік Філіп I оголосив, що регентом нової королеви буде все-таки він, а не батько Фердинанд, і став правити до 1506 року. Фердинанд звинуватив Філіпа, що той тримає Хуану в ув'язненні і править від її імені незаконно. 25 вересня 1506 року Філіп раптово захворів і помер (за версіями, від отруєння за наказом Фердинанда). Країна стояла на порозі війни.

### Процесія з труною
Смерть чоловіка сильно вплинула на королеву, що знаходилась на останніх місяцях вагітності. В неї розвинулася сильна депресія з епізодами люті: ревнувала чоловіка навіть мертвим, забороняла жінкам наближатися до тіла, уникала товариства і часто зачинялася на самоті. Хуана відмовилася одразу ховати чоловіка (за однією з версій, ченці вселили їй думку, що Філіп може воскреснути, за пророцтвом про принца, який оживе через 14 років) і вирушила з його тілом до монаршої усипальниці в Гранаді, де хотіла поховати його останки. Ця подорож, яку легенди перебільшують інколи навіть до 3 років, хоча датування і маршрут чітко відстежені й значно менші, закріпила чутки про божевілля законної королеви.
За історичними даними, Хуана вперше наказала відкрити труну за 5 тижнів після смерті Філіпа, в тимчасовій гробниці в Бургосі, щоб спростувати чутки, що його тіло викрадене. У легендах це перетворилося в розкривання труни щоночі та обійми із мертвим тілом (через що Хуані приписують некрофілію).
Через деякий час в Бургосі почалася чума. Королева наказала рухатися в Торкемаду, що дорогою в Гранаду. Під час приготувань до від'їзду труну відкрили вдруге, з тією ж метою. Процесія пересувалася виключно вночі: «бідній вдові, яка втратила сонце своєї душі, нема потреби показуватися при світлі дня». Дні Хуана проводила в чоловічих монастирях. Зупинившись якось у жіночому, рушила далі, як тільки виявила помилку.
У січні 1507 року королева народила дочку Катерину Австрійську в селі Торкемада. Тоді труну відкрили втретє. У Торкемаді Хуана прожила кілька місяців, нікуди не від'їжджаючи. Отримавши звістки, що її батько відплив з Неаполя, готовий прийняти владу, вона наказала відкрити труну вчетверте, наостанок. До Гранади королева так і не доїхала.

### В ув'язненні
Фердинанд прибув з Арагона, вирішивши взяти владу у королівстві, де починалася анархія. Розпорядився поховати Філіпа та відіслати діючу королеву в 1509 році в замок Тордесильяс із пильним наглядом. Хуана залишалася у монастирі 44 роки, до своєї смерті у 1555. 
Донька Катерина Австрійська (інфанта Каталіна) залишена з матір'ю на вихованні в Тордесильяс. Мати ставилася до неї як до останнього, що залишилося від чоловіка, і ревно оберігала її (наприклад, до ліжка дитини дістатися можна було лише пройшовши повз матір). Єдиною розвагою інфанти було дивитися у вікно. Компанію Хуані складали лише дві жінки.
По смерті Фердинанда (1516) Кастилією і Арагоном керував син Хуани Карл, хоча вона до самої смерті вважалася законною королевою: про її позбавлення влади ніде офіційно не оголошувалося. Втім, її ім'я намагалися не афішувати. Карл із сестрою Елеонорою відвідали матір і були вражені тим, як жила Хуана. Харчувалася хлібом і сиром, які залишали під її дверима, нехтувала комфортом та гігієною для себе і доньки, не дозволяла дивитися, як вона їсть. Карл сказав вартовим: «Мені здається, найбільш потрібним і необхідним буде зробити так, щоб ніхто не міг побачити Її Величність. Тому що нічого доброго з цього вийти не може».
Після довгого самітницького існування Хуана Кастильська померла у 76 років. Номінально вона дотепер є найстаршою за віком з монархів Кастилії і Леону. Похована поряд з чоловіком та батьками в Королівській капелі в Гранаді.

## Родина
Чоловік — Філіп I Вродливий (1478—1506), король-консорт Кастилії, король Леону та Гранади, герцог Бургундії
Діти:
- Елеонора (1498—1558)
- Карл (1500—1558)
- Ізабелла (1501—1526)
- Фердинанд (1503—1564)
- Марія (1505–1558)
- Катерина (1507—1578)

## У культурі
Фігура Хуани Кастильської приваблювала митців переважно періоду романтизму — завдяки силі її нерозділеного кохання, ревнощів і відданості, що призводять до трагедії.

### Музика
- Опера «Донья Хуана Божевільна» (ісп. Doña Juana la Loca; 1890) — Еміліо Серрано.
- Опера «Божевільна» (ісп. La Loca; 1979) — Джанкарло Менотті.

### Образотворче мистецтво
- Картина в стилі історизм Франсіско Праділья, «Донья Хуана Божевільна», 1877, Музей Прадо, Мадрид.
- Картина в стилі академізм Joanna the Mad with Philip I the Handsome — Louis Gallait.